# Улица Стиклю
У́лица Сти́клю (лит. Stiklių gatvė, пол. ulica Szklana, рус. Стеклянная улица) — старинная улица в Старом городе Вильнюса. Узкая и извилистая, соединяет улицы Диджёйи и Доминикону, пересекаясь с улицами М. Антокольскё, Жиду и Гаоно. Застроена двух- и трёхэтажными зданиями, сохранившими элементы различных архитектурных эпох от готики до классицизма, с небольшими замкнутыми и проходными двориками, присущими Старому городу. В невысоких зданиях располагаются рестораны и бистро, гостиницы, магазины сувениров, салоны льняных и янтарных изделий. Нумерация домов начинается от улицы Диджёйи. По левую юго-западную сторону нечётные номера, по правую северо-восточную — чётные; всего на улице двадцать домов.
Длина улицы около 270 м. Вымощена брусчаткой.

## Название

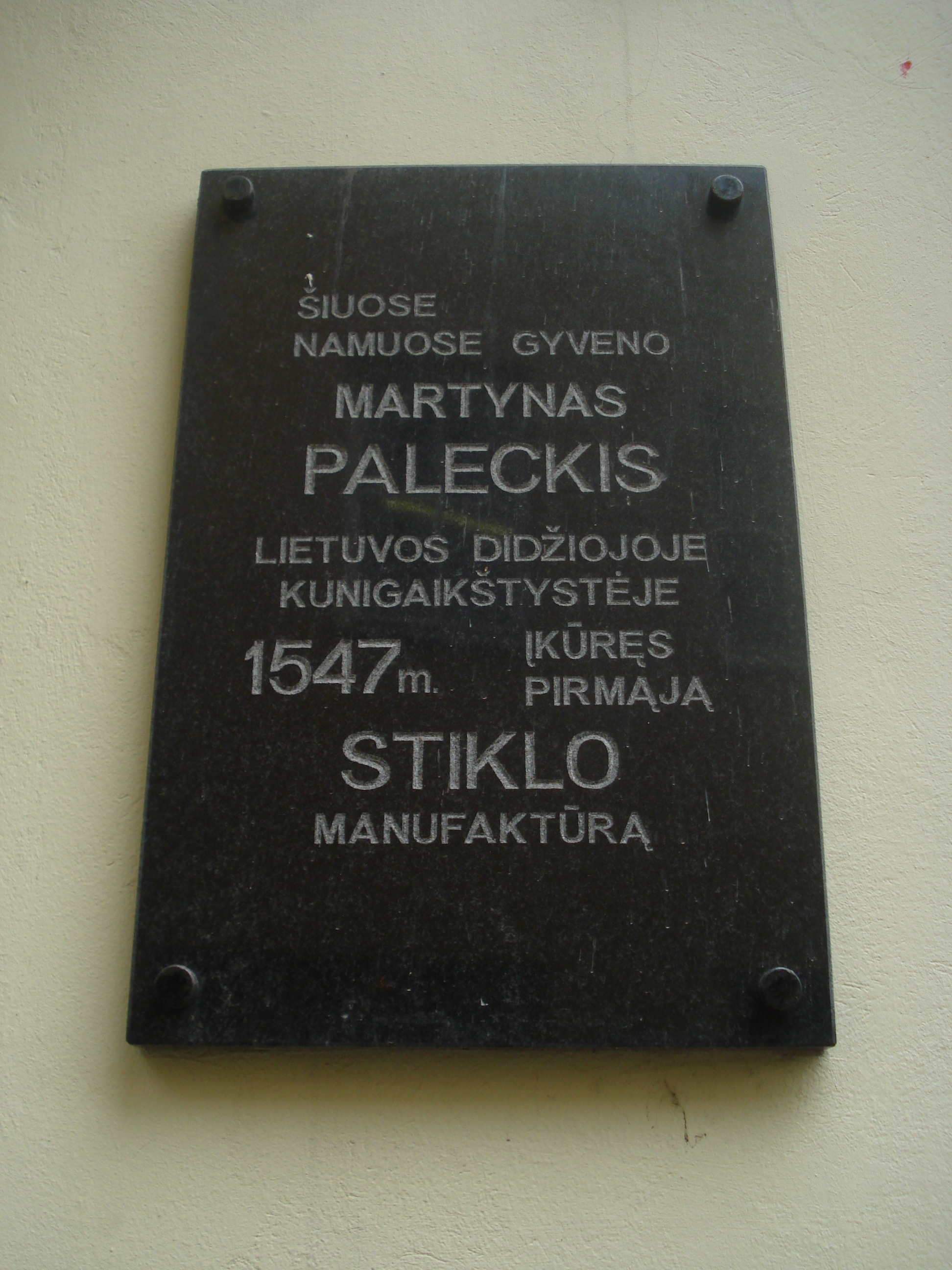
Мемориальная плита в память об основателе первой стекольной мануфактуры в Великом княжестве Литовском

Своим названием обязана стекольной мануфактуре, основанной в этой части города по привилегии короля Сигизмунда Августа, данной 22 мая 1547 года, позволявшей его придворному Мартину Палецким заложить мастерскую и торговать в Вильно стеклом и стекольными изделиями. Носила названия улицы Жидовской, Шклянной, Стеклянной, Игнатьевского переулка, Доминиканского переулка.
После Второй мировой войны некоторое время называлась улицей Ришю (Ryšių g., «Связи»), затем до 1989 года — улицей Антокольского, а улицей Стиклю (Стеклянная) называлась нынешние улицы М. Антокольскё и Гаоно.

## История
Улица находится в квартале Старого города, заселявшемся в первой половине XV века, когда была построена ратуша. Сохранившиеся готические дома были построены или перестроены после больших пожаров 1513 и 1530 годов. К периоду господства барокко (XVII—XVIII века) был застроен весь квартал.
Улица пролегает в старинных еврейских кварталах, прилегавших к Большой синагоге. Во время Второй мировой войны улица входила в территорию Малого гетто. Квартал пострадал во время войны. В 1969—1972 годах в квартале между улицами М. Горького (ныне Диджёйи) — М. Антокольского (Стиклю) — Стиклю (М. Антокольскё) была проведена комплексная реконструкция (одна из первых в городе комплексная реконструкция квартала; архитекторы В. Дваришкис, Романас Яловяцкас и другие). На вторых и третьих этажах были оборудованы жилые квартиры, нижние этажи предназначались главным образом под различные культурно-бытовые учреждения и общественные организации. В результате реконструкции была раскрыта архитектурная ценность квартала и отдельных зданий; квартал был причислен к архитектурным памятникам всесоюзного значения.

## Примечательные здания

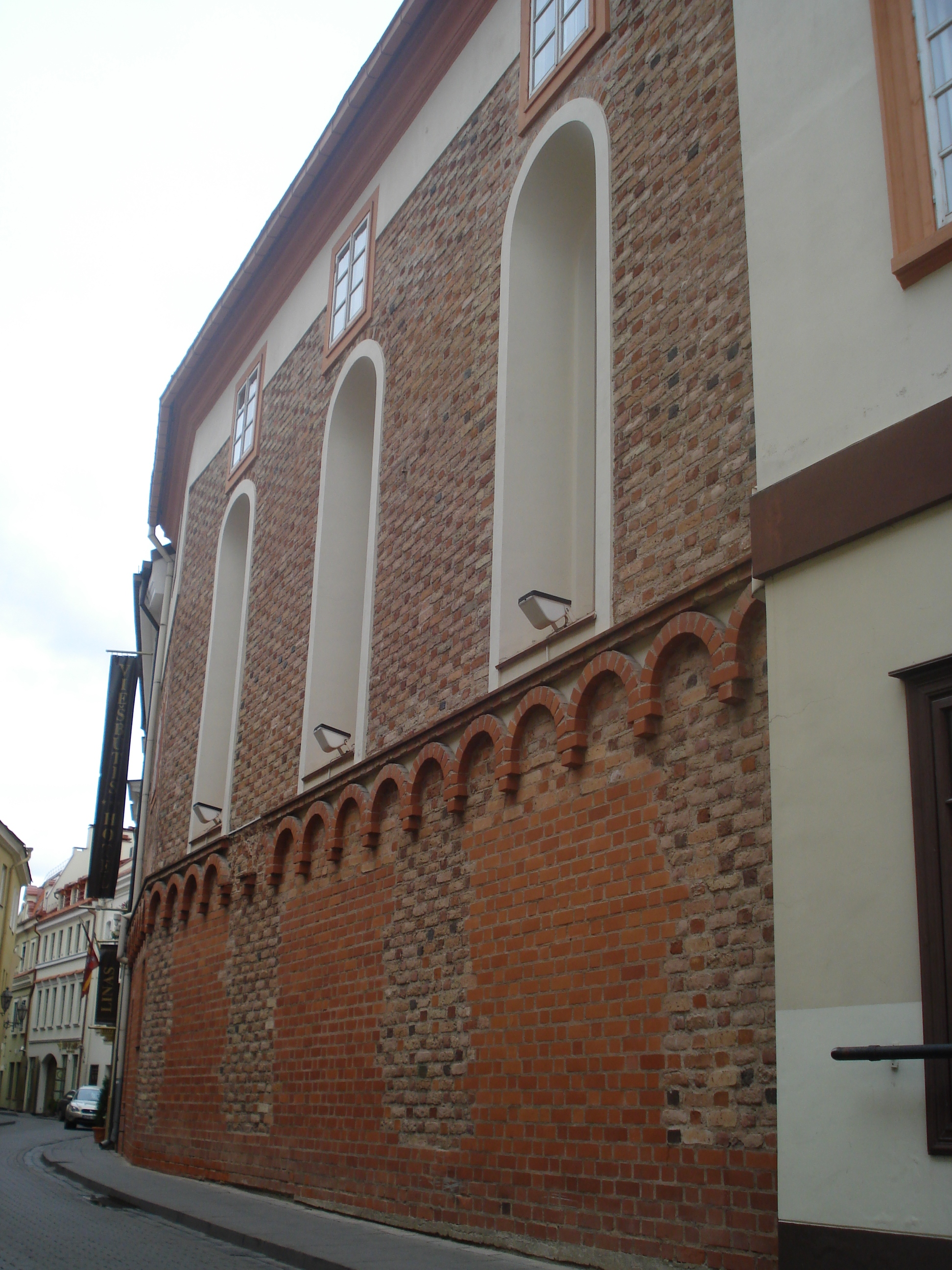
Стена Воскресенской церкви

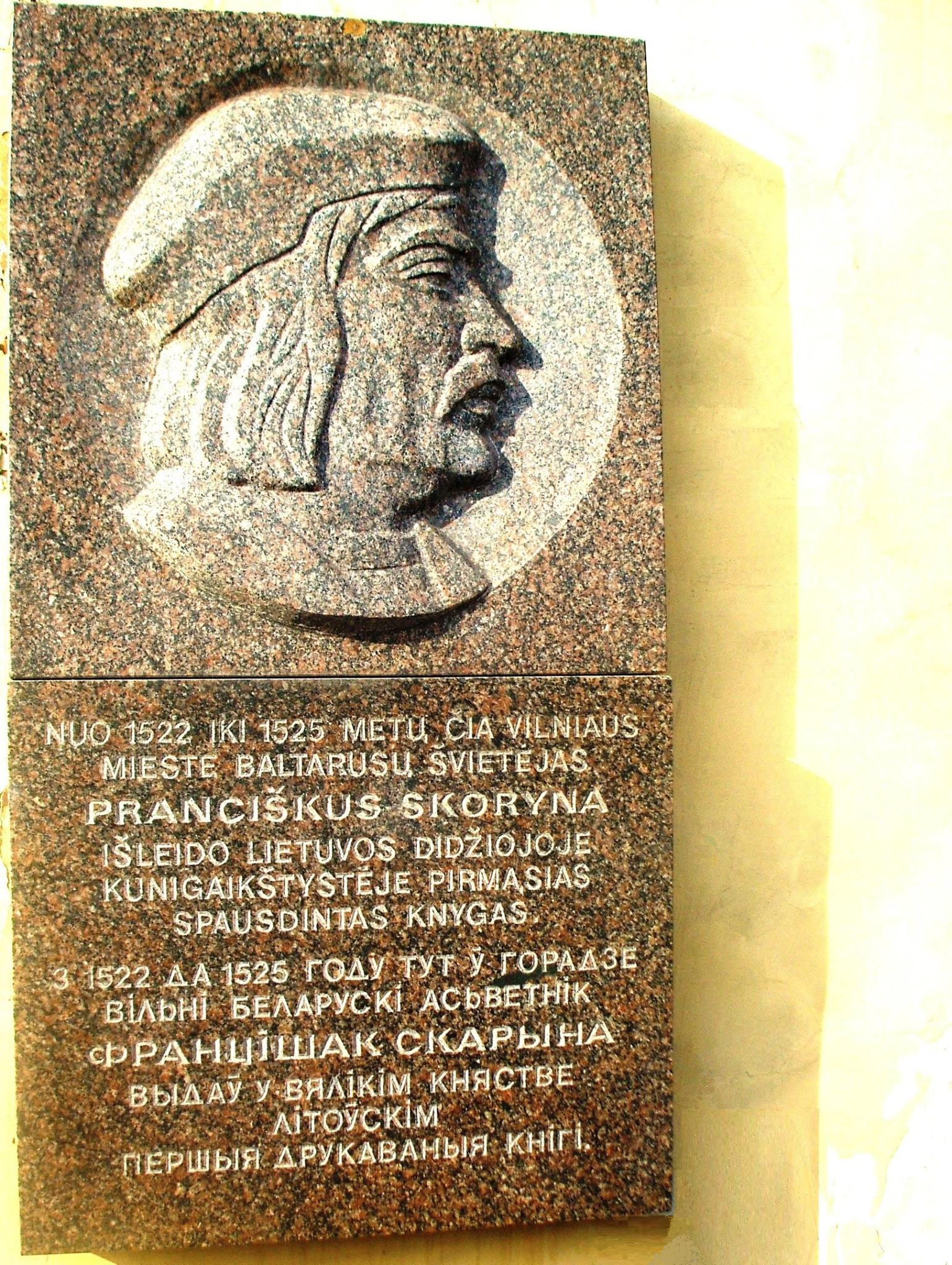
Мемориальная доска в память Ф. Скорины на доме № 2

На углу с улицей Диджёйи стоит трёхэтажный дом, крытый черепицей. На улицу Стиклю выходит его фасад из красного кирпича, почти без декора, с окнами, пробитыми в сохранившейся готической стене старинной православной Воскресенской церкви (XVI век). В 1609 году церковь стала униатской. В XVII —XVIII веках здание неоднократно страдало от пожаров и постепенно приходило в упадок. К 1777 году от храма остались руины. В 1799 году их купил князь Мокжецкий и выстроил трёхэтажный дом с квартирами, девятью лавчонками, конюшней . После Второй мировой войны это был жилой дом с ателье на нижнем этаже. Сейчас здесь располагается Центр исследования геноцида и резистенции жителей Литвы (Stiklių g. 1/ Didžioji g. 17).
По другую стороны улицы на углу стоит двухэтажный дом с элементами ренессансной архитектуры (Stiklių g. 2 / Didžioji g. 19). Дом был построен в конце XVI или в начале XVII века и принадлежал виленскому войту Михалу Бильдзюкевичу. С 1970-х голов здесь работает ресторан «Аматининку ужейга» „Amatininkų užeiga“.
Соседний дом под номером 4 состоит из нескольких корпусов. На улицу выходит его северо-восточный корпус. Он относится к XV — первой половине XVII веков и внесён в список памятников архитектуры республиканского значения. Его юго-западный корпус является образцом двух сблокированных корпусов-близнецов готической архитектуры, отреставрированных и частично восстановленных (1974).

«Летописец» Вацловаса Крутиниса

В замкнутом дворе дома установлена гранитная скульптура Вацловаса Крутиниса «Летописец» (1973) в память о виленских первопечатниках (в этом квартале жил Франциск Скорина и в конце XVI века действовала печатня купцов Мамоничей, как предполагается, в соседнем доме). Статуя высотой 1,10 м возвышается на гранитном постаменте высотой 1,31 м, оживляя и украшая двор со стенами из красных кирпичей готической кладки .
В этом доме обосновалась Вильнюсская инспекция по охране памятников культуры; в северо-восточном корпусе был открыт выставочный салон Общества фотографов .

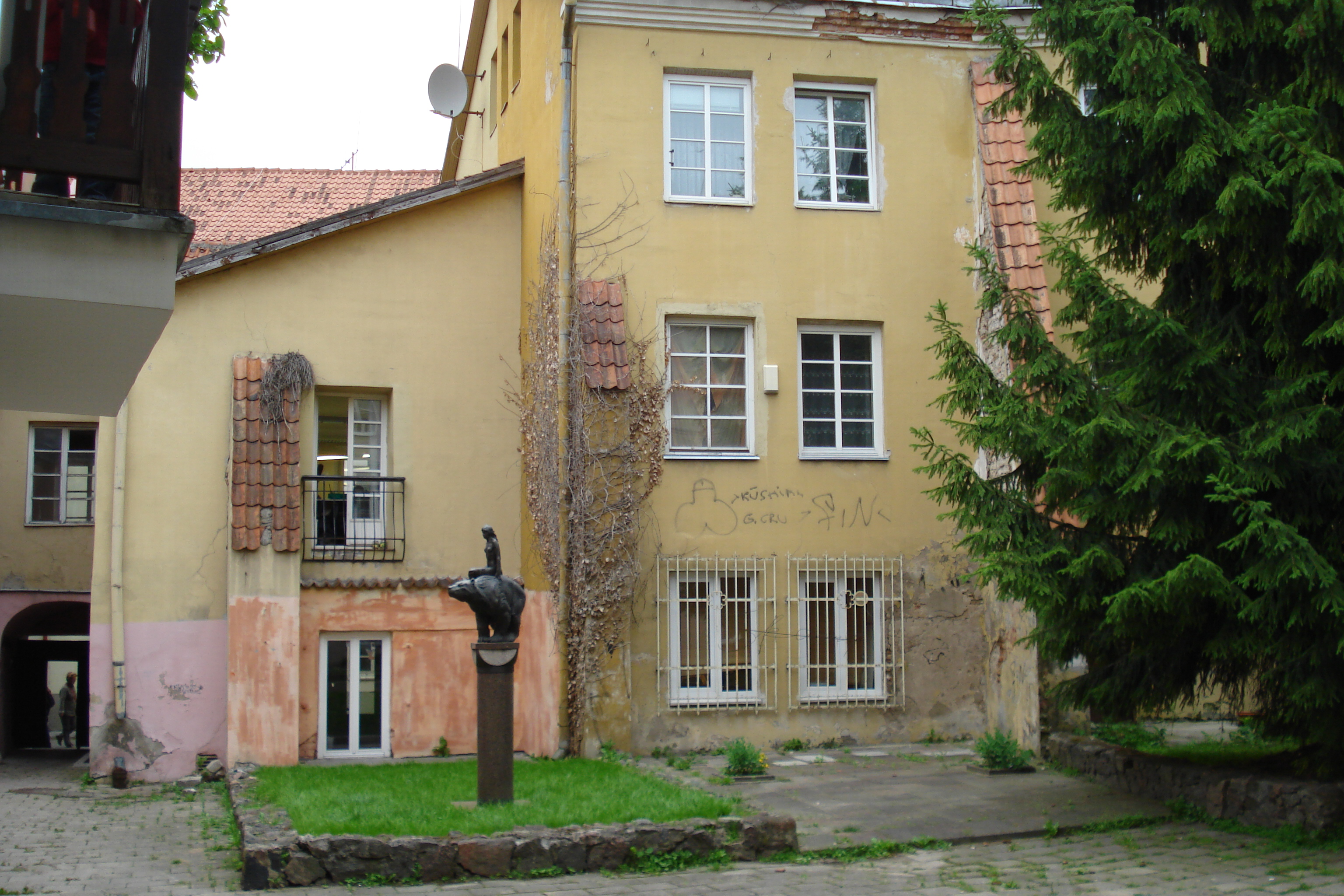
Двор Стиклю 6

Под соседним трёхэтажным жилым домом и двором сохранились готические и ренессансные подвалы прежних строений. Одно из них — готический дом золотых дел мастера Яна Шульца, упоминавшийся уже в 1595 году. Рядом с ним в конце XVI и в XVII веках было построено ещё два здания. Предполагается, что в подвалах во время восстания 1794 года повстанцы хранили порох. Сейчас здесь располагаются студия дизайна „Home Collection“ и бутик „Zoraza“.
В трёхэтажном доме напротив располагается гостиница „Centro kubas“ и салон изделий из льна (Stiklių g. 3). Соседний дом отмечен мемориальной доской в память о первой стекольной мануфактуре в Великом княжестве Литовском и её основателе.
Трёхэтажный дом под номером 8 представляет собой готическую посессию с характерной для своей эпохи продольной одноэтажной застройки. Крытый черепицей дом относится к XV веку с более поздними перестройками и числится в архитектурных памятниках республиканского значения. При реставрации на первом этаже были открыты барочные фрески XVIII века. Небольшой двор в юго-западной части здания окружён высокой стеной, соединённый с улицей аркой. В помещениях дома 8 и углового двухэтажного дома 10 работает ресторан «Локис». В этом же здании зрелого барокко традиционно располагался магазин сувениров, ныне — архитектурно-дизайнерский салон (Stiklių g. 10 / M. Antokolskio g. 2).

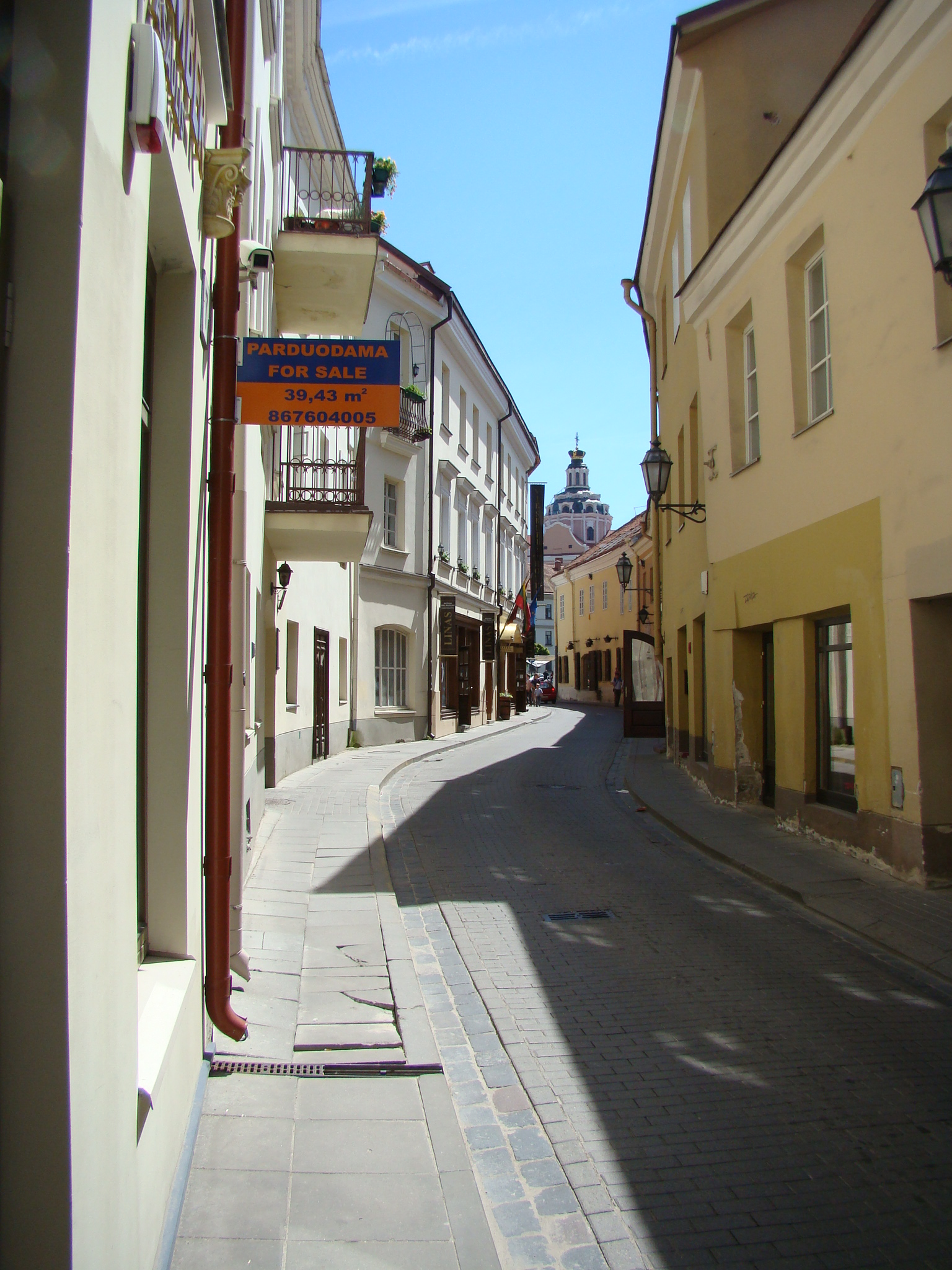
Вид на улицу Стиклю от перекрёстка Стиклю, М. Антокольскё и Гаоно в направлении улицы Диджёйи

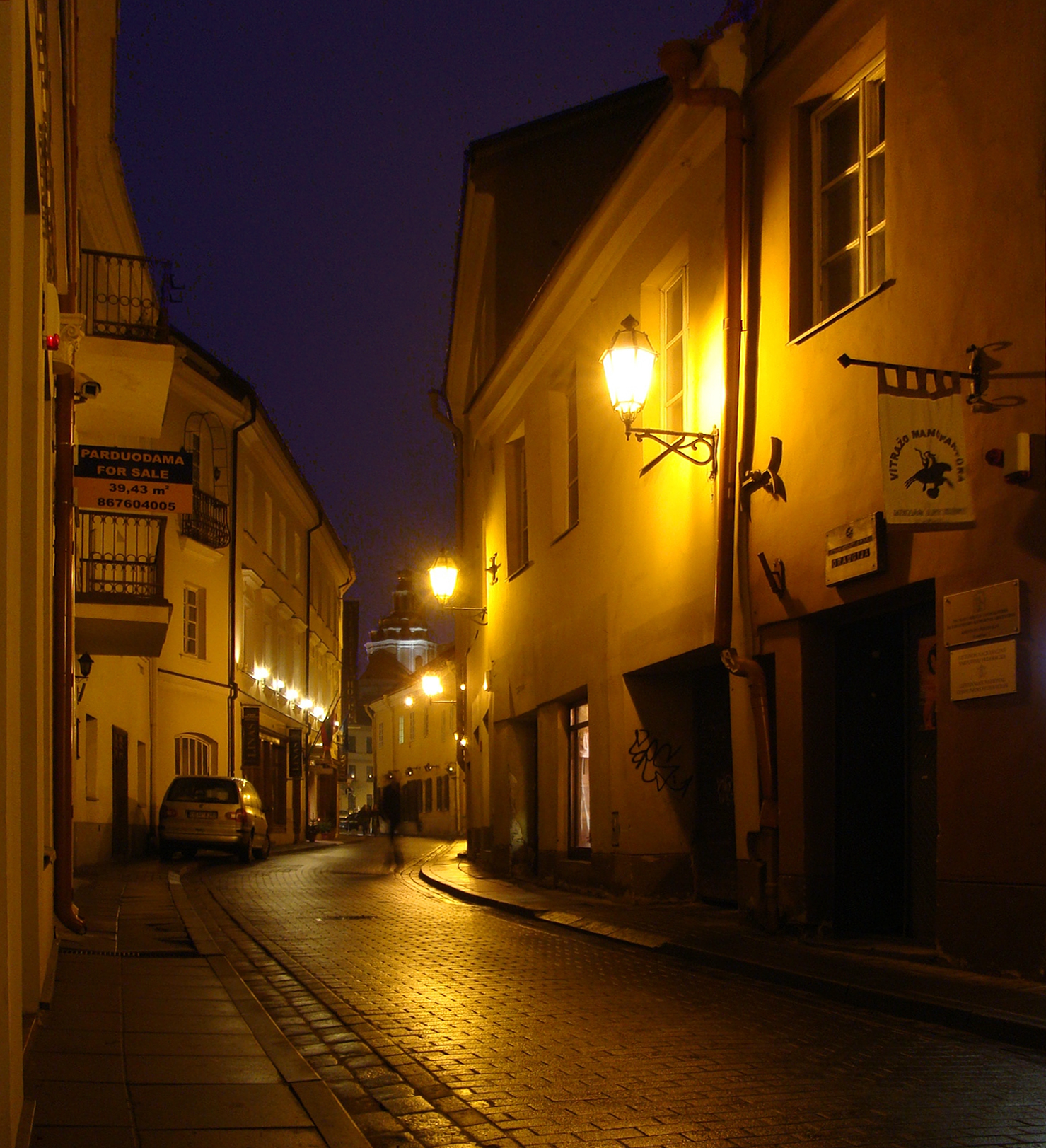
Стиклю ночью

Выходящие к улице Стиклю улицы Антокольскё, Жиду и Гаоно образуют небольшую площадку перед дорогим рестораном «Стикляй» на углу Стиклю и Гаоно. Напротив его между улицами Антокольскё и Жиду стоит трёхэтажный жилой дом с салоном антиквариата на первом этаже и магазином компакт-дисков в подвале (Stiklių g. 12).
За пересечением улиц Жиду и Гаоно по левую юго-западную сторону стоит двухэтажное здание гостиницы «Стикляй» и ещё несколько зданий старой постройки. С правой северо-восточной стороны улицы в нижних этажах четырёх жилых домах в два и три этажа, образующих, как и на противоположной стороне, сплошную извилистую линию зданий, располагаются бистро, магазин сувениров, салон итальянской обуви.
К улице Стиклю привязаны финальные страницы рассказа Макса Фрая «Улица Стиклю (Stiklių g.). Карлсон, который» из первого тома «Сказок старого Вильнюса» 